# ریشار ژوو
ریشار ژوو (فرانسوی: Richard Jouve‎؛ زادهٔ ۲۵ اکتبر ۱۹۹۴) اسکی‌باز صحرانوردی اهل فرانسه است.